# Kids United
Kids United è stato un gruppo musicale francese composto da bambini e giovani adolescenti, formato nel 2015 nell'ambito di una campagna dell'UNICEF per ricordare "le più belle canzoni delle celebrità del paese e del mondo".

## Storia del gruppo
Il gruppo nasce nel 2015, come parte di una campagna di Unicef Francia per riprendere "le canzoni più belle, che celebrano la pace, la libertà e la speranza". Solo il primo album è stato realizzato per l'UNICEF. Nel maggio 2018, il gruppo diventa Kids United New Generation.
Alla sua creazione, il gruppo era composto da sei membri tra gli otto e i quindici: Carla, Erza, Esteban, Gabriel, Gloria e Nilusi. La composizione del gruppo si è evoluta con l'abbandono di Carla Georges nel 2016 e Nilusi l'anno successivo (dicembre 2017). Nel 2018, i Kids United sono accompagnati nel loro tour da due amici, Ilyana e Dylan. Nel maggio 2018, la produzione annuncia una nuova generazione di Kids (KUNG) composta da Gloria e quattro nuovi membri: Dylan, Ilyana, Nathan e Valentina.
Il primo singolo di Kids United, "On the Walls", così come il loro album di debutto "A Better World", pubblicato a ottobre 2015, sono stati entrambi certificati Diamond Records.
Nell'ottobre 2017, l'album ha venduto oltre 745 000 copie in Francia. Il loro secondo album, "All the happiness of the world", pubblicato ad agosto 2016, è stato al primo posti in Francia. Questo album finirà anche per essere certificato diamante, ad aprile 2017, per 500 000 copie.
Nel febbraio 2017, ha seguito un album dal vivo intitolato Le live , che si è classificato al quarto posto della classifica francese, diventando il miglior della settimana.
Il terzo album, intitolato "Forever United", è stato rilasciato il 18 agosto 2017 e ancora una volta ha debuttato al primo posto in Francia. Il 1 ° dicembre 2017, questo album è certificato doppio disco di platino per le oltre 200 000 copie vendute.

## Discografia

### Album in studio
- 2015 - Un monde Meilleur[1]
- 2016 - Tout le bonheur du monde
- 2017 - Forever United

### Album in studio New Generation
- 2018 - Au bout de nos rêves
- 2018 - Au bout de nos rêves
- 2019 - L'Hymne de la vie

### Album multi-performer
- 2017 - Chante la vie chante (Love Michel Fugain)
- 2017 - Sardou et nous...
- 2018 - L'Esprit de Noël
- 2020 - Green Team
- 2020 - À toi, Joe Dassin

### Album dal vivo
- 2016 - Un monde Meilleur/Tout le bonheur du monde
- 2017 - Forever United/Le Live

### Compilation
- 2019 - Best of Kids United